# All Together Now (canção de The Farm)
"All Together Now" é uma canção da banda inglesa The Farm, lançada em 1990 no álbum Spartacus.

## Composição, letra e recepção
"All Together Now" aborda alguns dos temas favoritos da banda: a fraternidade e o futebol.
A música é inspirada no Dia da Trégua de Natal da Primeira Guerra Mundial, ocorrido em 1914. Os soldados britânicos, alemães e franceses  abandonaram suas armas, trocaram presentes, jogaram futebol e jogaram volei na praia. Nos anos subsequentes do conflito, os bombardeios de artilharia foram intensificados na véspera de Natal a fim de evitar novas tréguas entre as tropas. 
A canção foi produzida por Graham McPherson - mais conhecido como Suggs,  membro-fundador da banda Madness - e gravada no Mayfair Studios. É musicalmente influenciada por Cânone em Ré Maior (de Johann Pachelbel) e sua sequência de progressão harmônica. O single foi lançado em 26 de novembro de 1990, atingindo # 4 no UK Singles Chart e # 7 no Billboard Modern Rock Tracks. 
A capa do single mostra uma figura do jogo Subbuteo vestindo uniforme do exército e empunhando uma metralhadora BREN.

## Mídia
Em 1992 foi incluída na trilha sonora internacional da novela brasileira "Perigosas Peruas", foi usada como tema final do filme juvenil Double Dragon de 1994, em  2007 foi usada em anúncios de televisão do  Clydesdale Bank da Escócia e do Reino Unido e em toda a publicidade da promoção Race for Life do Cancer Research UK. Foi usada também como tema para a cobertura da Liga de Futebol transmitida pelo canal Sky Sports.
Em março de 1994, a canção foi executada pela banda e uma série de famosos de Liverpool antes do último Merseyside derby em frente à velha arquibancanda do estádio Anfield, que foi demolida ao final daquele ano.

## Faixas
UK 7" single (1990)
| N.º | Título                                                      | Duração |  |
| 1.  | ""All Together Now" [7" version]"                           | 3:59    |  |
| 2.  | ""All Together Now" (Terry Farley/Peter Heller Mix) [edit]" | 3:45    |  |

UK 12"/CD single (1990)
| N.º | Título                                               | Duração |  |
| 1.  | ""All Together Now""                                 | 5:45    |  |
| 2.  | ""All Together Now" (Terry Farley/Peter Heller Mix)" | 7:21    |  |
| 3.  | ""All Together Now" (Rocky/Diesel Mix)"              | 5:13    |  |

US CD Single (1990)
| N.º | Título                                         | Duração |  |
| 1.  | "All Together Now" (Single Mix)"               | 4:25    |  |
| 2.  | ""All Together Now" (12" Mix)"                 | 5:42    |  |
| 3.  | ""All Together Now" (Indie Rock Mix)"          | 6:22    |  |
| 4.  | ""All Together Now" (Farley/Heller 12" Remix)" | 7:21    |  |
| 5.  | ""Over Again" (Live Demo)"                     | 4:16    |  |
| 6.  | ""All Together Now" (Club Mix)"                | 6:13    |  |
| 7.  | ""All Together Now" (Rocky & Diesel Mix)"      | 5:18    |  |
| 8.  | ""All Together Now" (Dream Remix)"             | 9:27    |  |

UK CD single (2004)
| N.º | Título                                                       | Duração |  |
| 1.  | ""All Together Now" (DJ Spoony radio edit)"                  |         |  |
| 2.  | ""All Together Now" (The Choral Mix)"                        |         |  |
| 3.  | ""All Together Now" (Spoony Wants to Move Mix)"              |         |  |
| 4.  | ""The Wembley Experience" (Virtual Tour of the New Stadium)" |         |  |

## Desempenho nas tabelas musicais

### Posições
| Tabela musical (1990-91)                    | Posição |
| ------------------------------------------- | ------- |
| Estados Unidos Billboard Modern Rock Tracks | 7       |
| Países Baixos Dutch Top 40                  | 9       |
| Reino Unido UK Singles Chart                | 4       |
| Suíça Swiss Singles Chart                   | 18      |

### Certificações
| País        | Certificador | Certificação |
| ----------- | ------------ | ------------ |
| Reino Unido |              | Prata        |